# 格安航空会社

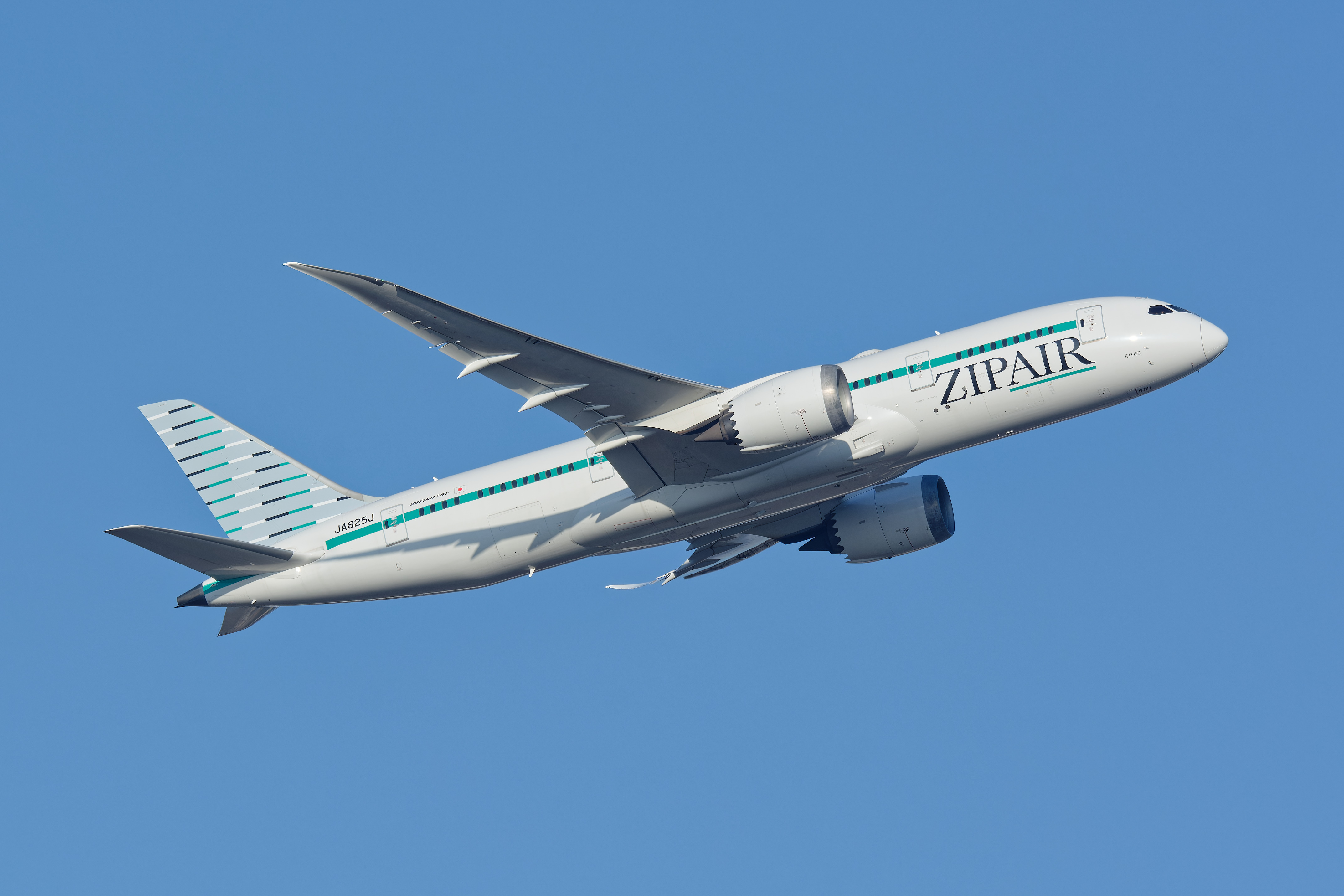
ZIPAIR Tokyoのボーイング787

格安航空会社（かくやすこうくうがいしゃ）とは、効率化によって低い運航費用を実現し、低価格かつサービスが簡素化された航空輸送サービスを提供する航空会社である。ローコストキャリア (Low-cost carrier, LCC) とも言われる。

## 歴史

### IATAカルテル
1940年代後半から、1945年の第二次世界大戦の終結に伴い、戦勝国である連合国諸国において民間航空が再興した。また軍で使用されていたダグラスC-47（DC-3）型機やC-54（DC-4）型機、アブロ ランカストリアンやアブロ ヨークなどの大型レシプロ輸送機が安価に払い下げられたことから、アメリカや一部のヨーロッパ諸国で航空旅行が一般化してきた。1970年代に至るまで、ほとんどの大手航空会社（Legacy Carrier, LC）は国際航空運送協会(IATA)と航空会社、各国政府の間で決められた事実上のカルテル料金体系を維持しており、乗客は割高な国際航空運賃を一方的に押し付けられていた。
アメリカでは、1938年にフランクリン・ルーズベルト大統領が当時アメリカの「国策航空会社」的存在であったパンアメリカン航空のファン・トリップ会長のロビー活動を受けて設立したCAB（民間航空委員会）の決定により、国際線を運航できる航空会社が限られていた。サービスに加えて、その運賃設定もCABと航空会社が一方的に決めていたこともあり、このような国際線のカルテル体制が他国に比べてより一層盤石なものとなっていた（パンアメリカン航空は1950年代に世界初の「割引運賃」を導入したが、元々の航空運賃が非常に高価であったこともあり「格安」と呼べる金額ではなかった）。

### アフィニティ・チャーター
1958年に、パンアメリカン航空が世界初の座席数が100席を超える大型ジェット旅客機であるボーイング707型機をニューヨーク-ロンドン線に導入した。それに続いて、1960年代に入ると、日本航空やエールフランス航空、英国海外航空やヴァリグ・ブラジル航空などの国営や準国営を中心とした航空会社がボーイング707型機やダグラス DC-8型機、コンベア880型機などの大型ジェット機を相次いで導入した。
大手航空会社の急激な新鋭機の導入を受けて、長年の間ヨーロッパ大陸と北アメリカ大陸間の主要な移動手段であったオーシャン・ライナー（大型客船）が完全に衰退した上に、それまで使用されていた大型レシプロ輸送機がチャーター航空会社を中心とした中小の航空会社に格安で払い下げられたこともあり、国際線の航空運賃の下落が期待された。
IATAカルテルは前項の通り外交や政策からIATA非加盟の航空会社も操作し1970年代までの間に一般旅客が格安運賃で航空機を使って国内外を移動する手段は、イギリスのモナーク航空やレイカー航空、アメリカのデンバー・ポーツ・オブ・コール航空などのチャーター航空会社が運航する、わずかにIATAによって認められていた「アフィニティ・チャーター（旅行クラブの会員など、なんらかの関連性があるメンバーのみで乗客が構成された団体ツアー向けチャーター便）」などの特殊かつ条件付き手段にほぼ限られていた。例外はいくつか有りアイスランドのアイスランディック航空（Loftleiðir英名：Icelandic Airlines・en)はジェット化やタービンエンジン旅客機への高速化更新は遅れた。就航する北大西洋横断便の中では、自国アイスランド経由は、飛行距離と所要時間の長いローカル航路にあたる事情も一つだった。1964年この航路にターボプロップエンジンのカナディアCL-44型機を新規導入した際は全席をエコノミー仕様でIATAが割増で認めた追加料金「ジェット料金(チャージ)」は当然に対象外から、低速長時間飛行の代わりに低価格料金を設定して旅客にアピール、時間に縛りがないバックパッカー達がこぞって搭乗した。
パンアメリカン航空や英国海外航空、サベナ航空やルフトハンザ・ドイツ航空などの大手航空会社は、このような「IATAカルテル」によって守られた割高な国際線の運賃体系と無競争状態、そして政府からの援助の下で高い収益を上げ、それを元にして現在から見れば「放漫経営」である経営状況だった。

### 座席供給過多

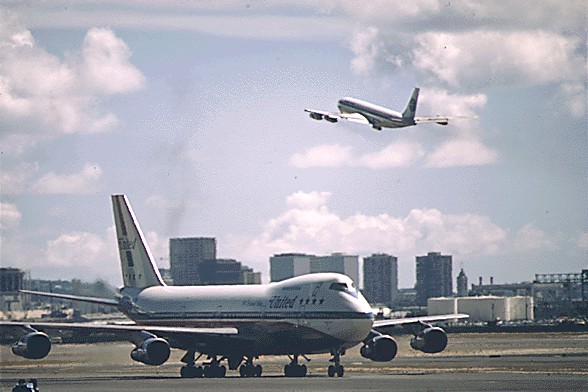
ユナイテッド航空のボーイング747型機（手前）とパンアメリカン航空のボーイング707型機

1970年代に入り世界各国の大手航空会社が、これまでの国際線や国内幹線における主流機材であったボーイング707型機やダグラスDC-8型機、コンベア880型機などの倍から3倍程度（100-200席に対して300-450席）の座席数を持つワイドボディの大型機を相次いで就航させた。導入された機材には、パンアメリカン航空のトリップ会長の肝いりで開発され、その後パンアメリカン航空や日本航空、KLMオランダ航空やユナイテッド航空などが競って導入したボーイング747型機や、マクドネル・ダグラス DC-10型機、ロッキードL1011・トライスター型機などがある。大型機の就航が一段落した1970年代半ばには多くの大手航空会社において座席数の供給過多が深刻化した上に、矢継ぎ早の大型機の導入による設備投資が経営を圧迫した。
1973年10月に中東において発生した第四次中東戦争や、これを受けて同月に起きたオイルショック、1978年末のイラン革命を受けて起こった第二次オイルショックを受けて世界的な長期不況に陥り旅客数が減少し、収益が悪化した。
その結果、多くの大手航空会社は空席を埋めるために、これまで自らの身を守り続けてきた「IATAカルテル」の範囲を大きく離脱しない範囲で、自主的に割引運賃を導入せざるを得なくなった。

### 「格安航空会社」の誕生
フレデリック・レイカーによる会社設立以降、長年の間アフィニティ・チャーター便を運航していたレイカー航空が、これまでの「企業本位」ともいえる不自然な状況を打破すべく、既存の大手航空会社の割引運賃を大幅に下回る格安な運賃により、「スカイトレイン」のブランド名で1977年にロンドン（ガトウィック）-ニューヨーク（ニューアーク）線などの大西洋横断路線に参入した。当初の運賃設定は食事などのサービスは含まれていなかったものの、従来型の3分の1の価格で人気を集め、初年度で黒字決算を達成している。
レイカー航空は、格安運賃を求める多くの利用者（その多くは大学生などの若者のバックパッカーを中心とした個人客であった）から支持を受けて、イベリア航空やアリタリア航空、サベナ・ベルギー航空などの、「IATAカルテル」の恩恵を受けて割高な国際航空運賃を維持していた既存の大手航空会社を押しのけ、1981年には大西洋横断路線において6位のシェアを獲得した。
対岸のアメリカでも、1978年にジミー・カーター政権によって施行された航空規制緩和(Airline Deregulation Act)（新規航空会社の設立や路線開設が事実上自由化された）の影響を受けて、1981年にドナルド・バーによって設立され、既存の大手航空会社の割引運賃を上回る格安な運賃で大西洋横断路線やアメリカ国内線に就航したピープル・エキスプレス航空や、それに先立つ1971年に設立され、航空規制緩和を受けて急速にその規模を拡大していたエア・フロリダが、格安航空会社のはしりとして脚光を浴びた。
大西洋横断路線を主軸にしていた格安航空会社は、パンアメリカン航空やトランス・ワールド航空、ブリティッシュ・エアウェイズなどの大西洋横断路線を主要な収益源の1つとして運航していた既存の大手航空会社やIATAの意を汲んだイギリス、アメリカ両国政府による政治的圧力を受けたといわれる。レイカー航空はポンド・USドル間の為替が不利に転じたタイミングで15機の飛行機に対する債務を抱えたことや、競合するパンアメリカン航空等の大手航空会社が従来の3分の2の運賃に引き下げたことで競争が激化し収益が悪化した事を受け1982年に倒産した。
レイカー航空の倒産は、同じイギリスのリチャード・ブランソンによるヴァージンアトランティック航空設立に大きな影響を与えた。
また、同じく大西洋路線を格安運賃で飛ばしていたピープルエクスプレスもアメリカン航空等のCRSシステムを駆使した戦略（ピープルの競合路線において席数限定でピープルと同じ運賃に引き下げる）により乗客を奪われ、更にフロンティア航空の買収負担による収益悪化が致命傷となり1987年にはコンチネンタル航空に吸収合併された。

### IATAカルテルの崩壊
格安な国際航空運賃を求める消費者の声は収まることがなく、このような消費者の声に答えるべく、1970年代には新興の航空会社が各地で低価格サービスを開始しては程なく破綻を繰り返した。その一つ、1975年タイのエア・サイアムはバンコク=香港=福岡=ホノルル=ロサンゼルス線を運航、1976年12月29日に運航停止した。

1980年代に入るとヨーロッパやアメリカ、日本などの多くの先進国においても、キャセイパシフィック航空や大韓航空、シンガポール航空などのIATA非加盟（現在は3社とも加盟している）で、既存の航空会社の割引運賃を大きく超える安価な運賃を売り物にした航空会社の勢力が増してきた。その上、IATA加盟航空会社でないことから、エコノミークラスにおいてアルコール類や映画用イヤホンが無償で提供された。多くの会社がカルテル運賃に囚われない団体ツアー向けの航空券などの格安航空券を個人向け市場に流通させたために、国内線、国際線を問わず世界的規模で価格競争が進んだ。
IATA加盟航空会社にはパンアメリカン航空やエールフランスなど、新たにホテル事業を傘下に置き開始、当初集客に乗客へサービスの施設はやがて投資ビジネスに提携先を求め、旅行会社との連携が強まった。旅行会社はこの提携するホテルの定価宿泊料とは異なる、シーズン旅行者の動向、欧州バカンス期間などでは代行手配するホテルの混雑具合へ割増し宿泊料を設定し、閑散期の値引き割引料金は、提携契約するホテルより安い旅行会社独自が設定した宿泊料を設けていた。航空会社に旅行会社との協力は、飛行機の月単位から週末と空席搭乗率が変動する状況に、定価航空券へ条件付き割引が始まり、旅行会社が飛行機座席を担保する予約からホテル同様に航空券値段をコントロールを敷き、運賃は複雑化していた。
同時期には、「IATAカルテル」が代表する、既存の大手航空会社と政府が結託した結果起きていた航空運賃の高止まりに対する批判の声も高まった。同時に、IATA加盟、非加盟双方の航空会社間での価格競争が進んだ結果、1980年代半ばにはIATAに加盟している既存の大手航空会社においてもカルテル運賃システムが崩壊した。
これらを受けて、既存の大手航空会社もIATA非加盟航空会社のそれと肩を並べる正規割引運賃を相次いで導入した。そのほかに、団体ツアー向けの格安航空券を旅行会社などを通じて個人向け市場に流通させるようになり、航空会社同士の価格競争がさらに進んだ。

### サウスウエスト航空の成功
新興格安航空会社が大きな成功を収め、無駄を省き効率を追求したビジネスモデルが世界各国で高い注目を受けた。
その例として、アメリカのサウスウエスト航空は航空規制緩和の影響を受けてアメリカ南西部を中心に地道にその勢力を伸ばしてきた。アイルランドのライアンエアーは、1992年に合意されたEUの航空市場統合（航空自由化）後に、より安価な航空券を求める市場の声に対応して、ヨーロッパ圏内の中・近距離国際線における格安航空会社としての新たなビジネスモデルを確立した。イギリスのイージージェットは、インターネット経由の直販というビジネスモデルを前面に押し出してコスト削減と個人旅客の取り込みに成功した。
南北アメリカやヨーロッパにおけるオープンスカイ政策（航空自由化）の展開や、アジア（特にASEAN諸国内）における同様の政策の展開や各国における所得の向上を受けて、1990年代後半から2000年代初頭にかけて、サウスウエスト航空やライアンエアーのビジネスモデルを受け継いで、アジアやオーストラリア、中南米などでも各国の国内線や近距離国際線を運航する格安航空会社の起業が相次いだ。

### 格安航空会社の台頭
格安航空会社の運賃に対応できなくなった既存の大手航空会社の乗客の多くがこれらの格安航空会社に流れたことや、価格競争の激化によって既存の大手航空会社のシェアは下がった。2001年9月に発生したアメリカ同時多発テロ後の国際航空旅客の一時的な減少や、2003年3月に開戦したイラク戦争以降の原油価格の高騰などにより経営状況は悪化した。2000年代に入るとスイス航空やサベナ航空、ユナイテッド航空やヴァリグ・ブラジル航空などの、かつてのIATAカルテル下では繁栄を謳歌していた既存の大手航空会社が相次いで経営破綻、倒産し、そのうちのいくつかは姿を消すこととなった。
デルタ航空やユナイテッド航空、タイ国際航空やシンガポール航空、スカンジナビア航空やルフトハンザ・ドイツ航空などの既存の大手航空会社が、格安航空会社のビジネスモデルを部分的に取り入れた子会社の格安航空会社を相次いで設立した。格安チャーター便専門会社による定期運航の格安航空会社への相次ぐ業態変更や、オアシス香港航空のような長距離国際線を格安運賃で運航する格安航空会社や、シルバージェットのような長距離国際線のビジネスクラスを格安運賃で提供する格安航空会社の登場など、航空ビジネスにおいて格安航空会社の存在は、業界の勢力図を塗り替えるほどの大きな影響を与えている。

### 旅行会社への影響

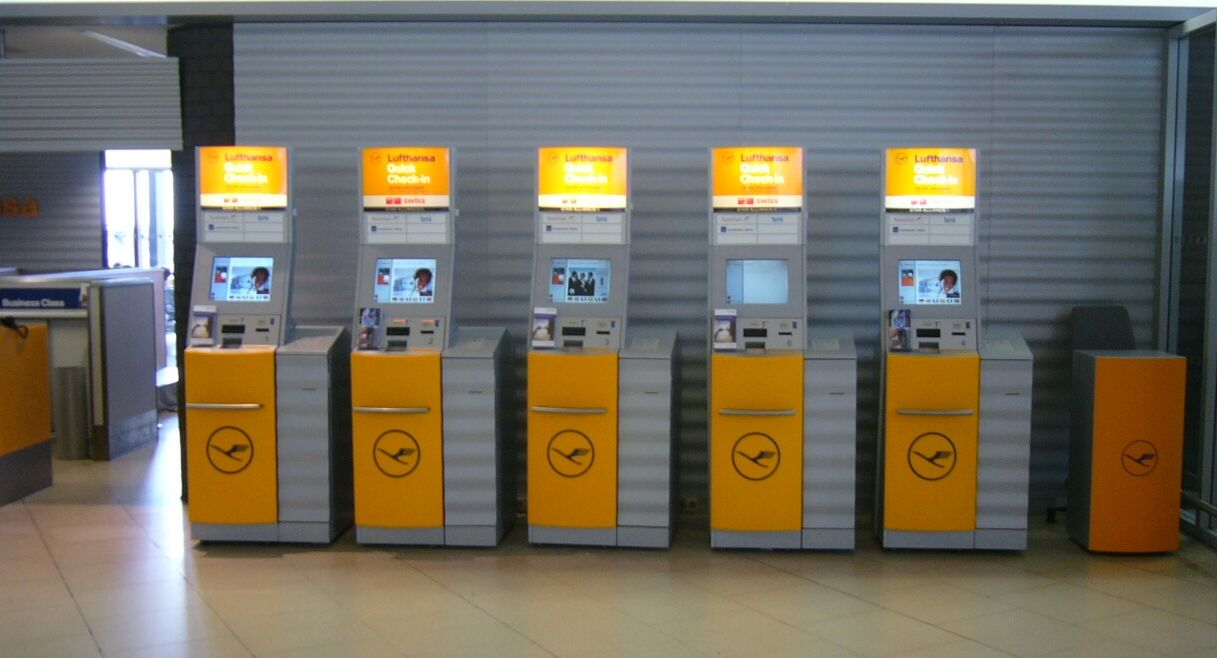
ルフトハンザ航空の自動チェックイン機

格安航空会社の台頭の影響を受けて、さらなるコスト削減のために大手航空会社は格安航空会社のビジネスモデルである「インターネット経由の直販」と、さらなる安価な正規割引料金を取り入れた。
その結果、旅行会社経由での格安航空券の販売数が減少を続けており、「IATAカルテル」崩壊後の1980年代に世界各国に広まった「大手航空会社が団体ツアー向けの格安航空券を、旅行会社を通じて個人向け市場に流通させる」というビジネスモデルが終焉を迎えつつあるという評価も多い。
多くの大手航空会社が、旅行会社へ支払う航空券の販売手数料の引き下げを行い、いくつかの航空会社は、販売手数料自体の廃止を行った。これは、格安航空券の販売手数料を収益源の1つにしていた旅行会社の収益構造の悪化を招いただけでなく、格安航空券の販売手数料を最大の収益源にしていた、中小の旅行会社の多くが事業停止に追い込まれた。

### 淘汰
格安航空会社の台頭は世界規模で進んだものの、2000年代後半に入り、比較的に格安航空会社の歴史が古いヨーロッパやアメリカにおいて、格安航空会社同士の客の奪い合いとそれがもたらす価格競争による収益性の悪化、2008年に入ってからの世界的な燃料の高騰を受けて、経営破綻に陥る格安航空会社が相次いだ。格安航空会社が市場規模に対して増えすぎた上、その成り立ちから経営体力が比較的弱く本格的な淘汰の段階に入っている。
アメリカだけでも2008年の上半期だけで、フロンティア航空とATA航空、スカイバス航空、Eos エアラインズ、マックスジェット航空と5社の格安航空会社の経営が破綻した。アジアやヨーロッパ諸国においてもオアシス香港航空やシルバージェット、ビバ・マカオなど、複数の航空会社が経営破綻に追い込まれた。
1990年代後半から2000年代にかけて既存の大手航空会社が子会社の格安航空会社を相次いで設立したものの、デルタ航空（ソング）やユナイテッド航空 (Ted)、カナダ航空（エアカナダ・タンゴ）、ブリティッシュ・エアウェイズ (buzz)、ニュージーランド航空（フリーダムエア）をはじめとして、親会社の顧客を奪ったり、価格競争に巻き込まれ、事業閉鎖や業態変更している例がある。

## マーケットごとの状況

### 日本
日本では、航空業界の規制緩和を機に、スカイマーク、AIRDOをはじめとする低運賃の新規航空会社が参入した。これらの航空会社は格安航空会社を名乗ってはいないが、スカイマークは国外格安航空会社のビジネスモデルに倣い、サービスの簡素化など格安航空会社に近いビジネスを展開している。1998年9月の初就航の際は大手航空会社の普通運賃半額（羽田-福岡間当時13,700円）で就航させて話題を呼んだ。
2000年代後半より、外資系格安航空会社の国際線参入が相次いでいる。2012年には新規国内格安航空会社3社が運航を開始したことからLCC元年となった。これまで飛行機を利用したことのなかった新規需要層の取り込みも期待される。ANAHDはピーチアビエーション、バニラ・エアを傘下に収め、2015年から収益軌道に乗せている。
- 1998年9月 - スカイマーク、羽田-福岡間で初就航。
- 1998年12月 – AIRDO、羽田-札幌間で初就航。
- 2002年8月 – スカイネットアジア航空（現ソラシドエア）、羽田-宮崎間で初就航。
- 2007年7月 - マカオのビバ・マカオが、成田国際空港へ定期チャーター便を就航（2010年3月運航停止）。
- 2007年8月 - オーストラリアのジェットスター航空が、関西国際空港と中部国際空港（後に運休）へ定期便を就航。
- 2008年11月 - フィリピンのセブパシフィック航空が、関西国際空港へ週3便で就航。
- 2008年12月 - ジェットスター航空が、成田国際空港へ就航。
- 2009年3月 - 韓国のチェジュ航空が、関西国際空港と北九州空港に定期便を就航。
- 2009年12月 - 韓国のジンエアーが東京国際空港へ就航。
- 2010年3月 - 韓国のエアプサンが、福岡空港と関西国際空港に就航。
- 2010年7月 - シンガポールのジェットスター・アジア航空が、関西国際空港へ定期便を就航。
- 2010年12月 - マレーシアのエアアジア Xが、東京国際空港へ定期便を就航。
- 2010年7月 - 中国の春秋航空が、上海から茨城空港（一部は成田国際空港）へ定期チャーター便を就航[13]。
- 2012年3月 - ANAと香港の投資会社により設立された関西国際空港が拠点のPeach Aviationが国内線を就航開始[14]。
- 2012年4月 - リージョナル格安航空会社のリンクが設立計画されるが就航前に資金繰りが悪化し破綻。
- 2012年5月 - Peach Aviationが国際線を就航開始[15]。
- 2012年7月 - JAL、オーストラリア・カンタスグループ、三菱商事の共同で設立されたジェットスター・ジャパンが国内線を就航開始[16]。
- 2012年8月 - マレーシアのエアアジアとANAにより設立された成田空港を拠点とするエアアジア・ジャパンが国内線が就航開始[16]。
- 2012年10月 - 初代エアアジア・ジャパンが成田国際空港などからの国際線に就航開始したが、その後諸般の事情から一年足らずで一旦、日本国内線市場から撤退した[17]。
- 2012年10月 - 春秋航空日本が設立される。
- 2013年6月 - ANAがエアアジア・ジャパンの全株式を取得することによって、マレーシアに本社を置くエアアジアとの合弁を解消。
- 2013年12月 - 同年11月にエアアジア・ジャパンから社名を変更[18]した、バニラ・エアが国内線・国際線を就航開始[19]。
- 2014年8月 - 春秋航空日本が国内線を就航開始、本拠地とする成田国際空港から佐賀空港や高松空港などを結ぶ路線をB737-800型機で運航開始した[20][21][22]。
- 2015年8月 - ANA主導によるスカイマークの再建支援が決定。スカイマーク便の羽田空港枠を取り込み、座席販売、燃料の共同購入、機体整備の支援を行う[23]。
- 2016年10月 - 韓国のエアソウルが、高松空港・静岡空港・長崎空港・広島空港・米子空港・富山空港へ国際線を就航開始。
- 2017年10月 - 2代目エアアジア・ジャパンが中部国際空港を拠点に国内線を就航開始。
- 2018年7月 - JALが中長距離国際線LCCとしてZIPAIR Tokyoを設立[24]。
- 2019年10月 - Peach Aviationとバニラ・エアが経営統合し、バニラ・エアが消滅[25]。
- 2020年6月 - ZIPAIR Tokyoが東京（成田）=バンコク線を皮切りに貨物便を運航開始[26]。
- 2020年10月 - ZIPAIR Tokyoが東京（成田）=ソウル（仁川）線を皮切りに旅客便を運航開始[27]。
- 2020年11月 - 2代目エアアジア・ジャパンが全路線を廃止。新型コロナウイルス感染拡大の影響から経営悪化が深刻化し、自己破産手続きを開始した[28]。
- 2021年11月 - 春秋航空日本がスプリング・ジャパンに社名変更[29]。
- 2024年2月 - AirJapanが東京（成田）=バンコク線を皮切りに旅客便を運航開始。

### アジア（日本除く）
格安航空会社の歴史は比較的浅い。1990年代以降に東南アジアにおいては各国政府による積極的な航空自由化が推進されている。さらに、急激な経済成長を背景にした所得の向上に伴い、航空機の利用者数が急増しているマレーシアやタイ、インドネシアや、南西アジアの大国であるインドを中心に急成長している。
これらの地域においては、マレーシアのエアアジアやインドのIndiGo、インドネシアのライオン・エアをはじめとして、独立系の格安航空会社も多い。それらに加えて、既存の大手航空会社が格安航空会社の子会社をもつケースも多い。シンガポール航空のスクート、タイ国際航空のノックエア、カンタス航空のジェットスター・アジア航空などである。これらを成長著しい東南アジア地域内及び中国南部をはじめとした短距離国際線に投入するなど、その対応を強めている。
しかし、この波に対応できなかったマレーシア航空や、インドネシアのガルーダ・インドネシア航空やフィリピンのフィリピン航空などの他の既存の大手航空会社（その多くが国営、もしくは半官半民の国策企業である）は、国内や近距離国際線における競争激化が進む中で慢性的な赤字経営が続くものの、抜本的な経営改革が進まず苦慮している。
その一方、中華人民共和国では、これまで国内における航空会社間の競争が激化していたにもかかわらず、格安航空会社が存在していなかった。2004年に行われた航空業規制緩和を機に、初めての民間資本系格安航空会社の春秋航空が発足した。同じく格安航空会社が存在していなかった大韓民国においても、済州を本拠地とした新興格安航空会社のチェジュ航空が営業を開始し、大韓航空もジンエアーを設立し、アシアナ航空もエアソウルを設立した。その他、韓国ではティーウェイ航空やイースター航空のシェアが大きくなってきている。
しかし、結果的に採算が取れずに運航を停止したものも多い。2006年には、ボーイング747-400で香港-ロンドン間という長距離国際線を運航する格安航空会社であるオアシス香港航空が運航を開始し、その新しいビジネスモデルの成否に注目が集まっていたが、燃料価格の高騰で経営状況が悪化し2008年4月に運航を停止した。他にも、タイのワン・トゥー・ゴー航空やインドネシアのアダム航空が死亡事故を起こした末に運航を停止した。2010年3月28日には、経営不振が指摘されていたビバ・マカオがマカオ政府から財政支援を打ち切られ、運送事業許可を取り消された。
2019年から2020年には、日韓関係の冷却化、香港民主化デモ、新型コロナウイルス感染症（COVID-19）の流行等相次ぐ悪材料により、日本、香港、中国への航空需要が激減して路線の撤退、休止が相次いだ。元々、これら近距離国際線の比重が高い航空会社は、客室業務員らに無給休暇を取らせるなど苦境に陥った。現在、韓国では7社の格安航空会社が運航中の他、2社が新規就航を予定しており、既に飽和状態であると指摘されており、2019年12月には、最大手のチェジュ航空が経営危機に陥ったイースター航空を買収するなど、業界再編が進むものと見られる。

### ヨーロッパ
域内の航空自由化が進められてきたEU域内において格安航空会社は既に20%以上、イギリスに関しては50%のシェアを確保していると伝えられる。アイルランドのライアンエアー、イギリスのイージージェット、ハンガリーのウィズエアー、ノルウェーのノルウェー・エアシャトルなど、格安航空会社の中には従来の大手航空会社と遜色ない経営規模を有する会社もある。
格安航空会社の多くはコスト削減のためにフランクフルト・ハーン空港やロンドン・スタンステッド空港、ロンドン・ルートン空港に代表される不便な空港を使うことが多かった。その一方で、最近ではブエリング航空のように大手航空会社と同じ空港を使用するなど、大手航空会社と同様の高い利便性を売り物にしている格安航空会社も出てきており、大手航空会社の顧客を奪っている。
アリタリア-イタリア航空やエールフランス航空、KLMオランダ航空などのフルサービスキャリアは、このような動きに対応できなかった。フルサービスキャリアは、収益性の高い長距離大陸間路線においては未だに大きなシェアを持っているものの、EU域内マーケットにおいては、これらの格安航空会社に客を取られたために軒並み乗客数が減少した。さらに、昨今の急激な燃料費の高騰を受け経営不振に陥り、他社との経営統合や身売りを余儀なくされている。また、ルフトハンザドイツ航空やスカンジナビア航空、ブリティッシュ・エアウェイズなどの多くの既存の大手航空会社は、格安航空会社の子会社をつくりEU域内路線の一部をこれらに移管することで状況の打破を模索している。
さらに、比較的経済規模が小さく収入が低い東ヨーロッパへのEUの拡大により、今後もEU圏内における格安航空会社のマーケットの拡大が見込まれているために、ドイツやイタリア、オーストリアなどの既存のEU各国において新たな格安航空会社の設立が相次いでいる。また、格安航空会社による大手航空会社やチャーター便運航専門航空会社の買収や、トムソン航空（現・TUIエアウェイズ）などの既存のチャーター便運航専門航空会社による定期運航の格安航空会社への業態変更も相次いでいる。

### 北アメリカ
アメリカ国内においてサウスウエスト航空などの格安航空会社はかねてから安定したシェアを確保していた。2001年9月のアメリカ同時多発テロ以降、ユナイテッド航空、デルタ航空、アメリカン航空、ノースウエスト航空、アロハ航空などの既存の大手航空会社が破綻、もしくは連邦倒産法第11章を申請し経営を再建していた。しかし、大手格安航空会社のサウスウエスト航空やジェットブルー航空は、堅調な経営を続けシェアを伸ばし続けている他、スカイバス航空などの新規格安航空会社の市場参入が相次いだ。
そのような中で、既存の大手航空会社は株主の厳しい要求の元、連邦倒産法第11章による保護下で、パイロットの人件費を中心にコスト削減を行い、その中でいくつかの大手航空会社は子会社として格安航空会社を持った。併せて、ユナイテッド航空やノースウエスト航空、コンチネンタル航空などの豊富な国際線を持っていた大手航空会社のいくつかは、収益性の高い国際線のさらなる効率化を図ることで活路を見出そうとした。
この結果、人件費については格安航空会社の相対優位性が低下したとの評価もある。しかし、格安航空会社に対抗する切り札と、新たなビジネスモデルを模索することを目的として既存の大手航空会社が子会社として設立した格安航空会社は成功を収めることなく事業が廃止され、アメリカ国内市場における格安航空会社の優位は続いている。廃止された会社には、シャトル・バイ・ユナイテッドやTed（2社ともにユナイテッド航空の子会社）やソング（デルタ航空の子会社）、コンチネンタルライト（コンチネンタル航空の子会社）がある。
その反面、市場規模を無視して乱立した格安航空会社同士の過当競争とその結果として起きた価格競争による収益悪化、それに追い打ちをかける形で起きた燃料費の高騰により、2008年に入り多くの中小規模の格安航空会社が経営破綻した。
2017年5月、スピリット航空ではパイロット不足が原因で、1週間に300便が欠航する事態となった。会社側は、労働組合による違法な怠業が原因としてアメリカ連邦裁判所に訴えを起こしているが、人件費を削減し続けるモデルに限界があることを示す事例となった。

### 南アメリカ
ブラジルは国土が広大で人口が多いために古くより航空業界の動きが活発である。2000年代に入り、同国初の格安航空会社であるゴル航空は、同国において低・中所得者層の主要な長距離交通手段である長距離寝台バスと比較できるほどの格安価格で国内線に参入し大きな成功を収めた。
2008年現在、同社はブラジル国内線において最大のシェアを持ち近隣諸国への近距離国際線を運航する。ヴァリグ・ブラジル航空（2006年に破産）を買収して傘下に収めるなど、その路線網を拡大しつづけている。
また2000年代に入り、格安航空会社の躍進により、ヴァリグ・ブラジル航空と同じく古くより同国の主要航空会社であったVASP航空やトランス・ブラジル航空なども運航停止した。ゴル航空の成功に影響され、同じブラジルのLATAM ブラジルが国内線において格安航空会社への業態変換を行い同じく成功を収めただけでなく、BRA航空やフレックス航空、エア・パンタナールなどの新興格安航空会社が次々に誕生するなど、長年大手航空会社が牛耳っていた同国内の勢力図は数年のうちに一変した。
また、ブラジルのみならず、メルコスール加盟後経済が安定した隣国のアルゼンチンや、1990年代以降安定した経済成長を続けるチリ、1億人近い人口と成長を続ける経済、そして豊富な観光資源を持つ上に、隣国にアメリカという巨大なマーケットを持つメキシコなどの南アメリカ諸国の多くで新規格安航空会社の参入や既存の航空会社の格安航空会社への業態変換が相次いでいる。

### オセアニア
オーストラリアの大手航空会社がカンタス航空のみだったところに、イギリスのヴァージン・アトランティック航空が子会社で格安航空会社のヴァージン・ブルー（現在のヴァージン・オーストラリア）を設立し、ほぼ同時にインパルス航空という格安航空会社もでき、オーストラリアも格安航空会社乱立の時代に突入した。カンタス航空は日本線を中心にオーストラリアン航空を就航させ、その後カンタス航空はインパルス航空を買収、格安航空会社の子会社であるジェットスター航空を設立し、その後リゾート客の多い中距離国際線を中心にその路線を拡大するなど、オーストラリアにおいて国内外における航空業界の変化がアンセット・オーストラリア航空の破産に伴い進んだ。破産したアンセット・オーストラリア航空は一度黒字路線のみ復活したが半年程度しかもたず再度、休止、消滅した。
さらにカンタス航空は2006年を境にオーストラリアン航空の業務停止を行い、すべての業務をカンタス航空にて行うことにし、随時安価なリゾート路線はジェットスター航空へ移行を行っている。日本線ではケアンズ-名古屋、ケアンズ-大阪はそれぞれ2007年8月、9月にカンタスよりジェットスターへ移行されているが、2008年に入ってからの急激な燃料高騰を受け、これらの日本路線を含む国際線の大幅な減便を行うなどさらなるリストラを行っている。

## ビジネスモデル
格安航空会社は企業理念・規模や出身国の文化、空港側の事情といった背景によって各社ごとに多少の違いがあるが、ほとんどが以下のようなコスト削減手法を採用することで従来より低価格の運賃でも安定した運航を可能にしている。

### 運航コストの低減

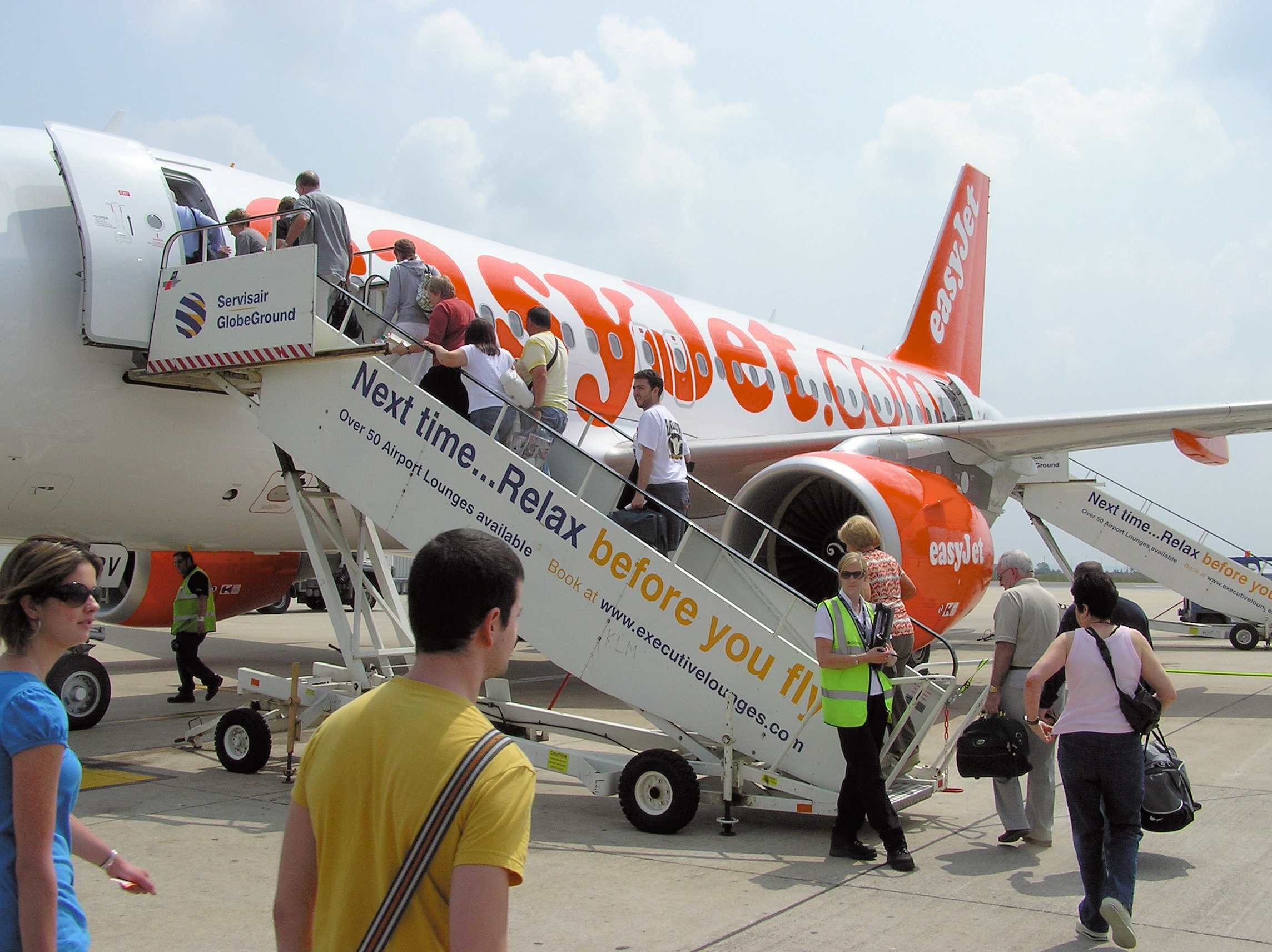
タラップでイージージェットのエアバスA320型機に搭乗する乗客

- 運航機種を2～3機種に統一し[注釈 4][注釈 5]、可能な限り単一機種やその中での派生型（胴体延長型・胴体短縮型など）程度に機種を絞り込むことで訓練や整備コストを削減する。
  - メーカーから特定機種を大量に一括購入契約、またはリース会社から他社がキャンセルした機を契約するなどして導入コストを抑える。
  - 経年劣化が進んだ機体は整備コストが大きいため極端に古い機体は所有せず、常に1～2世代前の機体で運航できるようにリースが中心である。
- 整備に関しては航空法で定められた最小限の整備のみとし、過剰な部品交換は行わない。
  - 整備設備を自社で持たず、整備を他社に委託する。この際には最小限の整備で契約する。
  - 機材を共通化し、保守部品と保守機材、メンテナンス要員の訓練コストを最小にする。
  - 機体外部の清掃の頻度を減らす。
  - 機内清掃は乗務員や整備士が行い地上要員数を最小で済ませる[34][35]。
- 既存の航空会社が乗り入れている大規模空港は混雑し駐機料も高いため、大都市からアクセスが良く混雑していない地方の中小空港（第2次空港/Secondary Airport）に乗り入れる[注釈 6][注釈 7][注釈 8]
  - ハブ&スポーク方式ではなく、ポイント・ツゥ・ポイント方式の旅客輸送方式を採る[注釈 9]
    - 多頻度・定時運航によって航空機を有効活用し空港駐機料を最小にする[注釈 10]
- ボーディングブリッジを使わずにタラップを使用してのオープンスポットからの搭乗[注釈 11]を行うことで空港使用料を安価に抑える。
- 設備を簡素化した格安航空会社専用ターミナルを利用する[36][注釈 12]
- 運送約款により欠航でも自社の金銭的負担が増えないようにしている[37]。
  - 欠航時は振り替えか払い戻しのみとし、フルサービスキャリアで行われている他社便や他の輸送手段への振り替え、他の交通機関での交通費の一部負担などは行わない[37]。

### 人件費の節減

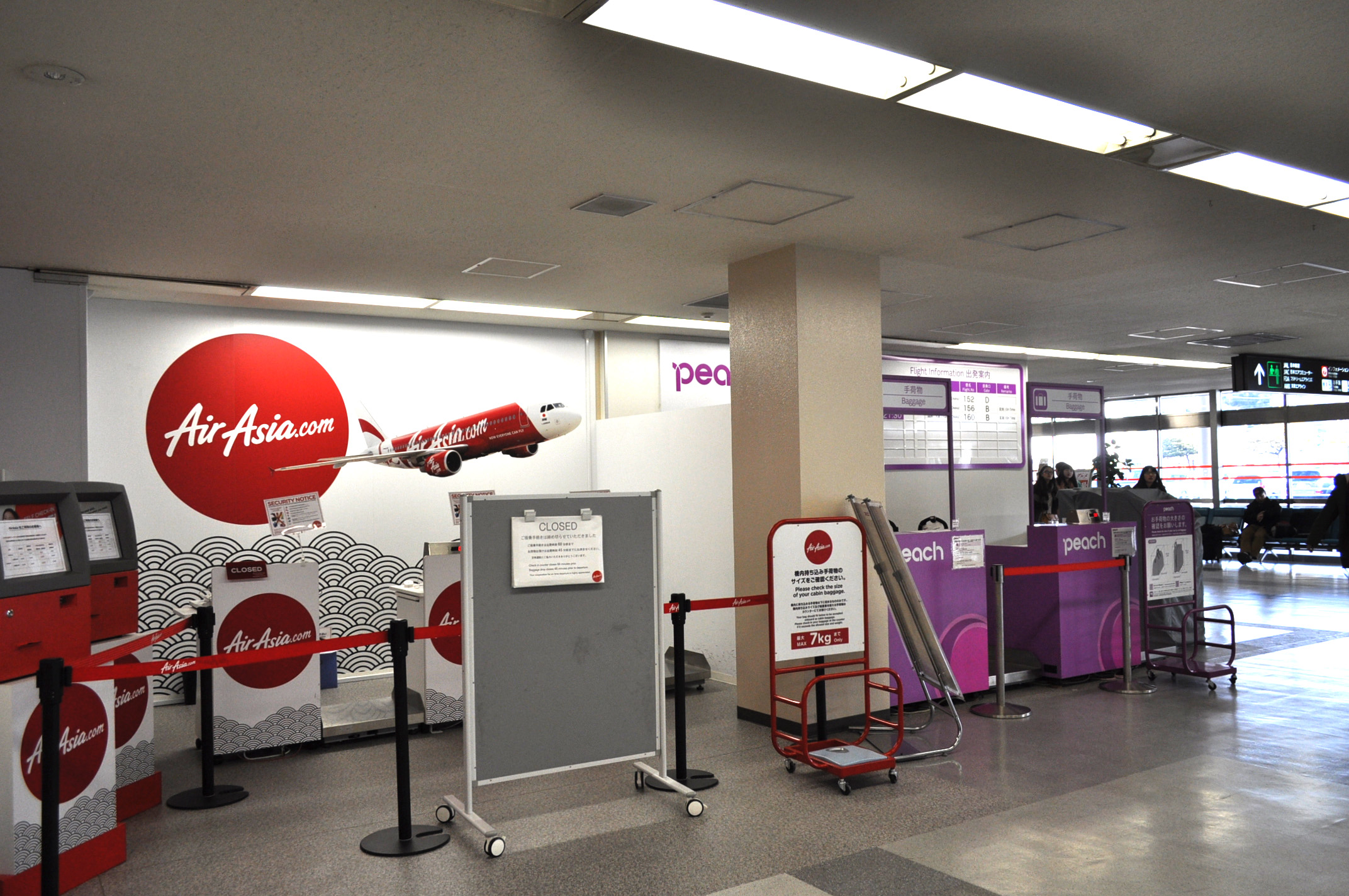
搭乗手続き時間外のため、スタッフが配置されていない
エアアジア・ジャパンのカウンター(福岡空港)

- パイロットの操縦資格と訓練コストを最小にする[注釈 13][注釈 14]。
- 客室乗務員の訓練コストを最小にする。すでに乗務資格を取得している運航乗務員を中途採用する例もある。
- 乗務員を含めて社員の給与や待遇に掛かるコストを抑える[注釈 15]
  - 制服を有償配布とする他、既存の大手航空会社では無償で与えられる靴やバッグなどの各種備品を有償配布とする
  - 社員向け無償／割引航空券の廃止や、他社との社員向け無償／割引航空券の提携を行わない
  - 客室乗務員の訓練を有償に、もしくは訓練期間中を無給とする[注釈 16]
  - チェックインカウンターと搭乗口のスタッフを兼任とする。そのために空港規模に見合わないほどチェックイン締切時刻が早く設定されることがある。
  - インターネットや自動チェックイン機によるセルフチェックインの推進。カウンターチェックインを有料化する。

### 機内サービスの簡略化

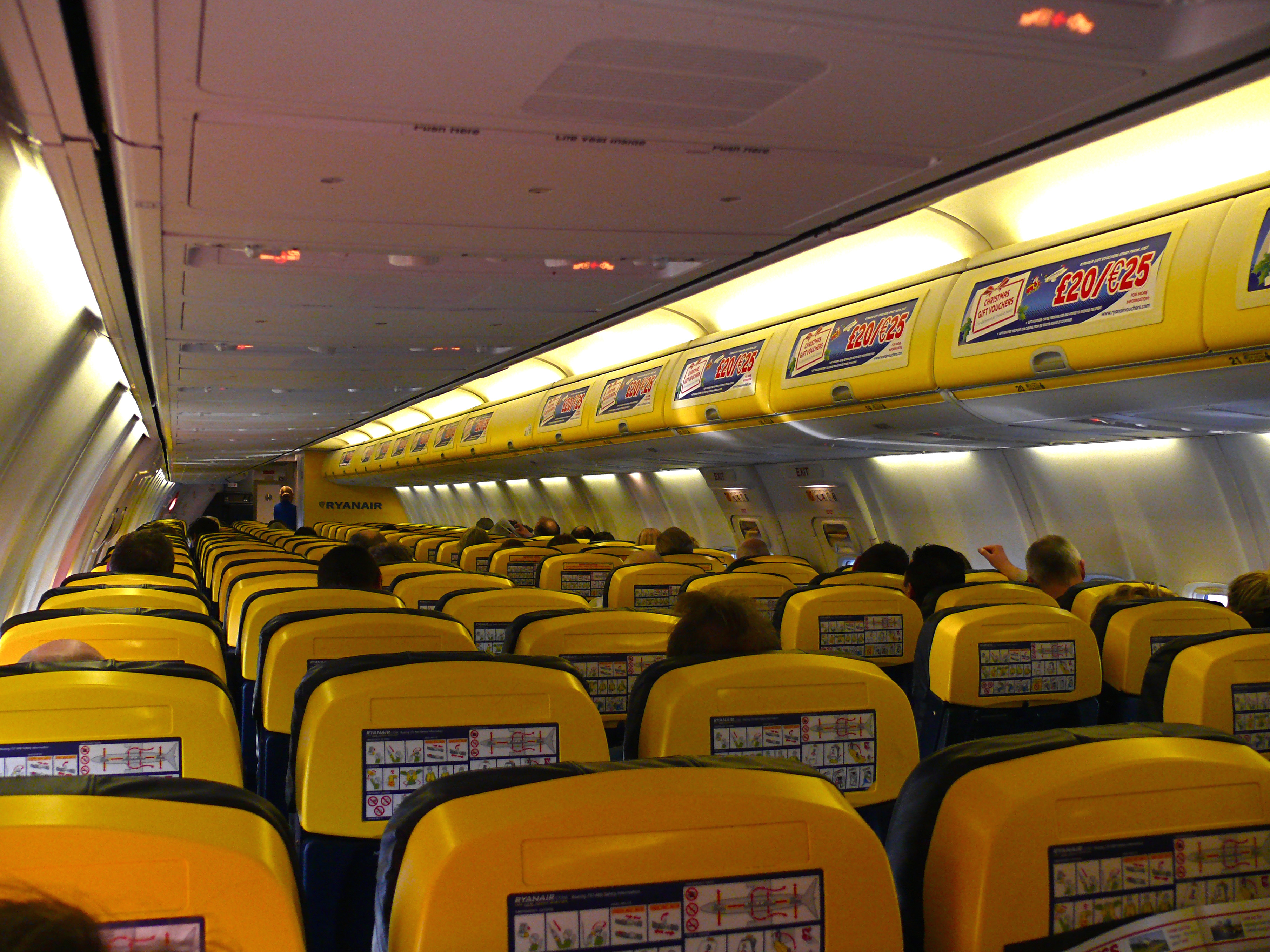
オールエコノミークラスで、オーバーヘッド・ストウェッジビンに広告が張られたライアンエアのボーイング737-800型機の機内

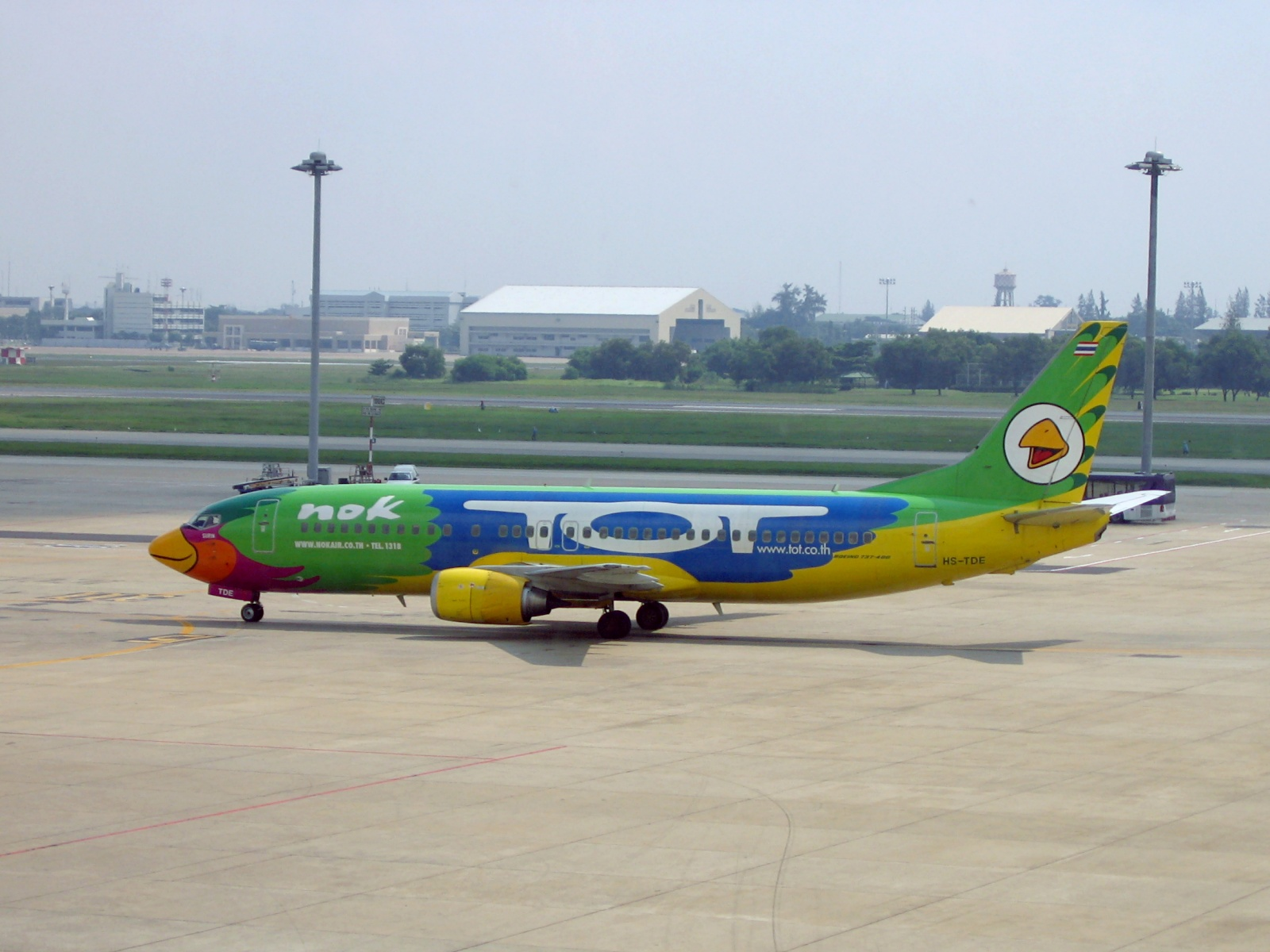
タイの電話会社TOT社のアドカラーを施したノック・エアのボーイング737-400型機

機内サービスの簡略化は「ノーフリル」（no frills、無装飾の意）とも呼ばれる。
- 機内食や飲料は有料販売にするか、簡素化する（さらに、保安検査場外部からの飲食物の持ち込みを禁止したり、持ち込めても機内での飲食を禁止する場合もある）。
- 預かり手荷物の無償枠を下げ、有料化を増やす、または完全に有料化する。
- 機内座席の表皮には清掃しやすい本革もしくは合成皮革を使用する。
- 座席指定を廃止し自由席とする／座席位置により価格差を設ける／座席指定を有料化する。
- 毛布や枕などを有償化する。
- 座席ごとのビデオや音楽放送、機内誌[注釈 17]・新聞・雑誌などの機内エンターテインメントを省く[35]。
- 前後のシートピッチを詰めることで座席数を増やす。リクラインの角度を狭め、背面ポケットを上部にするなどで、フルサービスキャリアのエコノミークラスより膝前の空間が削られている。
- 座席クラスをエコノミークラスに統一する[注釈 18]。

### 航空券販売コストの低減
- 乗客自身がインターネット予約やE-チケットによって、直接予約することで航空券販売コストを低減する。基本的には旅行会社を使わず、その分の販売手数料を省く
- マイレージサービスのような、旅客向けの航空連合には加入しない格安航空会社が比較的多い。アライアンスへの加入は、乗客の乗り継ぎサービスを必要とするので荷物の載せ替えに人員と時間が必要で多頻度運航が阻害され、到着便の遅れで定時運航に支障が出る。加えて、コンピュータシステムへの大きな投資負担が求められる。アライアンスに比べて運航に制約の少ないコードシェアは条件さえ合えば行われることが多く、機体整備などの協業は活発である。[注釈 19][35]
- キャンセル時の払い戻しの要件を厳格化する、購入時期を問わずキャンセル料100%（＝乗客都合によるキャンセル不可）とする場合もある[注釈 20]。

### 路線
格安航空会社のほとんどが、燃料消費率に優れ信頼性の高い中型ジェット旅客機を用いたポイント・ツゥ・ポイント方式での短距離や短中距離の路線を運航している。

### 旅客運賃以外の収益確保
- 航空機にアドカラー塗装をしたり、機内に広告を掲出することにより広告主（スポンサー）から広告収入を得る
- オリジナルグッズや免税品（国際線）などの機内販売を積極的に行う
- 手荷物の有料化によって貨物搭載量の増量が期待できる[注釈 23][35]

### 顧客層
顧客層
従来型の航空会社が主要な顧客層として営業活動を行っている大企業社員の業務旅行需要や、旅行会社などが企画・集客するパックツアーによる団体旅行とは正反対の、個人による観光・帰省旅行や、価格に敏感な中小企業の業務出張需要などを主な顧客ターゲットとしている。
一般に日本では「お金がないからLCCに乗る」という固定観念があるが、中国若者富裕層ビジネスコンサルティング代表の劉瀟瀟は、2017年に日本生活者のデータを分析し、リテラシーが高い人ほど賢くサービス（LCC）を選ぶ傾向があることを突き止め、訪日中国人の高付加価値旅行者もLCCを好むとしている。さらに飛行機代が安ければ旅行と消費する意欲が高まり、飛行機代が高くなると消費意欲は落ち、LCCや安い航空券が消費のトリガーになっていると報告している。
顧客の満足
格安航空会社のコスト低減を重視した旅客便の運航では機内サービスは必要最低限なものだけ提供され、発着時間に余裕がないので気象条件の悪化や軽微な故障などでも多くの便の運航時刻が影響を受ける。また、乗り継ぎ便への配慮もなされない。それでも格安航空会社を繰り返し利用する旅客は多く、彼らはそういったサービス内容でも低料金であることで満足し、割り切っていると理解されている。ただし、安全性に限っては同一の法令が適用されることから、国内の格安航空会社と既存の大手航空会社において相違はない。

## 多様化

### 長距離路線の格安航空会社
ボーイング737やエアバスA320など、180席前後の機材に統一して運航コストを下げる格安航空会社が多い中、ボーイング787、エアバスA330などを導入し、飛行時間が5時間を超える中・長距離の路線を運航する格安航空会社も出現した。機材の大型化とともに、ビジネスクラス相当の座席も提供している。運航1回あたりのコストも上がるが、観光客に人気の路線に運航させている。オーストラリアのジェットスター航空、マレーシアのエアアジア X、ノルウェーのノルウェー・エアシャトルなどが挙げられる。
機内の座席はビジネスクラスのみで、低運賃で運航する航空会社もある。フランスのラ・コンパニーが挙げられる。

### ハイブリッド航空会社
サービスの簡素化、有料化でコストを下げているが、低運賃でも必要最低限のサービスを無償提供を行うハイブリッド航空会社 (Hybrid Airlines)、ミドルコスト航空会社 (Middle Cost Carrier) も運航されている。運航時間にもよるが、簡素な機内食の無償提供、種類が限られたドリンクの無償提供（アルコール類は有償）、預け手荷物の無償化、機内WiFiを利用したエンタテインメント・サービスなどを実施している。アメリカのジェットブルー、インドネシアのバティク・エア、韓国のエアプレミア、日本のスターフライヤー、スカイマークなどが挙げられる。

### 超格安航空会社
格安航空会社よりも更に低運賃で運航する、超格安航空会社(Ultra Low-Cost Carrier, ULCC)もある。機内持ち込み荷物にもサイズ・重量制限を厳しくし、空港カウンターでのチェックインを有料化、年間を通した定期運航をしない、中古機の運用などでコストを徹底的に削減している。欧州のライアンエアー、ウィズエアー、アメリカのアレジアント・エア、スピリット航空などが挙げられる。